# 恋文〜ラブレター〜
「恋文 〜ラブレター〜」（ラブレター）は、GReeeeNの14枚目のシングル。2011年11月16日にNAYUTAWAVE RECORDSから発売された。

## 概要
表題曲「恋文 ～ラブレター～」は、映画『アントキノイノチ』の主題歌となっている。初回限定盤には、表題曲のMUSIC CLIPを収録したDVDが同梱されている。

## 収録曲
（全作詞･作曲：GReeeeN、編曲：JIN）
1. 恋文 ～ラブレター～ [4:19] 
  - 松竹配給映画『アントキノイノチ』主題歌 (映画主演の岡田将生がPVの主演も務めている)
  - テレビ東京系『JAPAN COUNTDOWN』2011年11月度オープニングテーマ
2. 緑のたけだ [3:00] 
  - 東洋水産「マルちゃん赤いきつねと緑のたぬき」CMソング
  - この曲は、武田鉄矢とのユニットで「緑とたけだ」名義として歌っている。曲はカップ麺を調理するためにちょうど3分となっている。

## 収録アルバム
- 歌うたいが歌うたいに来て 歌うたえと言うが 歌うたいが歌うたうだけうたい切れば 歌うたうけれども 歌うたいだけ 歌うたい切れないから 歌うたわぬ!?（#1,2）
- いいね!(´・ω・｀)☆（#1、初回盤Aのみ収録）
- C、Dですと!?（#1）
- ALL SINGLeeeeS 〜& New Beginning〜（#1）